# Andrew Davis (reżyser)
Andrew Davis (ur. 21 listopada 1946 w Chicago) – amerykański reżyser, operator i producent filmowy.
Jest absolwentem dziennikarstwa University of Illinois at Urbana-Champaign. Później pracował jako reporter Public Broadcasting Service. Przygodę z kinem rozpoczął jako asystent reżysera Haskella Wexlera przy filmie Chłodnym okiem (1969). W latach 70. pracował jako operator kamery. Jako reżyser zadebiutował w 1978 filmem Stony Island. Zasłynął jako twórca filmów akcji z udziałem gwiazd kina; m.in. Stevena Seagala czy Harrisona Forda.

## Filmografia
- Stony Island (1978); także produkcja
- Krwawy biwak (1983)
- Kod milczenia (1985; inny polski tytuł Zmowa milczenia)
- Nico (1988; inny polski tytuł Nico - Poza prawem); także produkcja
- Przesyłka (1989)
- Liberator (1992)
- Ścigany (1993)
- Braterskie porachunki (1995); także produkcja
- Reakcja łańcuchowa (1996); także produkcja
- Morderstwo doskonałe (1998)
- Na własną rękę (2002)
- Kto pod kim dołki kopie... (2003); także produkcja
- Patrol (2006)